# 生稲晃子
生稲 晃子（いくいな あきこ、1968年〈昭和43年〉4月28日 - ）は、日本の政治家。自由民主党所属の参議院議員（1期）、外務大臣政務官。元女優、タレント、歌手。女性アイドルグループおニャン子クラブ及び派生ユニットうしろ髪ひかれ隊の元メンバーで、会員番号は40番。
所属事務所はプロダクション尾木。株式会社田谷社外取締役。結婚後の本名は、佐山晃子。

## 来歴

### 生い立ち
1968年（昭和43年）4月28日、東京都世田谷区の都立母子保健院にて生まれる。幼少期は世田谷に住んでいた。地元のジュニアサッカーチーム「小金井フットボールクラブ」に所属し、全国大会優勝した時のメンバーである。
小金井教会幼稚園、小金井市立小金井第三小学校、小金井市立緑中学校、吉祥女子高等学校、恵泉女学園短期大学英文科を卒業。高校は芸能活動禁止であったが、「トップの成績を維持すること」と「大学を受験する事」の2つを条件に芸能活動が特別に許可された。

### デビュー
1984年、『第9回ホリプロタレントスカウトキャラバン』の賞金（優勝者本人に100万円、推薦者に50万円）に惹かれ、兄を推薦者にして「もし優勝したら150万円山分けしようという事で」応募したことが発端。3次落選となったものの、ホリプロの系列モデル事務所からスカウトされて所属することになり、マクドナルドのCMや中1～中3コース、カメラ雑誌等に出演。カメラ小僧相手の撮影会では水着姿を披露していた。(それ以前にも、アイドル雑誌ザ・シュガーの「今月のセーラー服美人」というコーナーで紹介記事が計3ページにわたって掲載されている）。
1986年3月、「これでダメなら大学受験に向けた勉強に専念しよう」と決めて『タッチ』ヒロイン・浅倉南のイメージガールを選ぶ「Soda Fountainミス南コンテスト」に出場。原作者のあだち充が生稲を推したこともあり大会関係者から「たぶん優勝は君になる」と優勝内定を知らされていたが、生稲が事務所に所属していることが問題となり、発表当日になってこの話は流れてしまった。このとき居合わせたキャニオン・レコードの関係者から「おニャン子クラブのオーディションを受けてみますか？」と声を掛けられる。優勝内定から一転、落選したショックから直ぐに次に繋がる話に飛びつく思考に切り替えることが出来ず、即答は避けて一旦保留とする返答のみをして帰宅した。
おニャン子クラブのファンだった兄はオーディションの話に乗り気だったが、当の生稲本人は「何で売れるの?普通の子じゃない。」と当初はおニャン子をあまり好意的に見ていなかった。兄がおニャン子の『セーラー服を脱がさないで』のレコードを嬉しそうに買ってきた際は、「何つーものを買うのよ」と怒る程だった。
二の足を踏んでいた生稲であったが、当時生稲がファンだった「トシちゃんのレコードをあげるから」とキャニオン関係者から言われたため、ためしに受けてみる事になった。また「（夕やけニャンニャンに出演時は）時給5千円」の一言にも魅力を感じたという。

### おニャン子入りと大学受験
1986年6月、『夕やけニャンニャン』内のオーディションコーナーで合格し、1986年6月13日に、おニャン子クラブの会員番号40番としてデビュー。10月、渡辺満里奈のデビュー曲「深呼吸して」で工藤静香と共に「with おニャン子クラブ」としてバックコーラスで参加。11月1日、おニャン子クラブの6枚目のシングル「恋はくえすちょん」で、メインボーカルとしてフロント4人の中に入る。12月、ローソンのからあげクンのCMに単独で出演。おニャン子クラブ4枚目のアルバム『SIDE LINE』に収録されている「ハートに募金を」がBGMとして使用される。デビュー以降多くのファンを獲得し、当時のおニャン子クラブにおいてトップの人気を誇った"Ｗ渡辺"（渡辺美奈代・渡辺満里奈）の間に割って入る存在とされた。
高校での成績は優秀だったものの、芸能活動をしているという理由で大学入試の際に学校からの推薦が得られなかった。1987年になると、芸能活動を控え、『夕やけニャンニャン』にも約1ヶ月ほど出演せず受験勉強に専念した。1987年4月に恵泉女学園短期大学（英文科）に入学。
受験を終えて芸能活動を再開。新ユニットうしろ髪ひかれ隊のメンバーに工藤静香・斉藤満喜子と共に抜擢される。
1987年5月7日、『うしろ髪ひかれ隊』は『時の河を越えて』でレコードデビュー。同曲及びc/w『うしろ髪ひかれたい』は、アニメ『ハイスクール!奇面組』の主題歌とエンディング曲に起用された。1987年5月18日付のオリコンシングルヒットチャートで初登場第1位を獲得。音楽番組にも多く出演し、順風満帆なスタートを切った。これを期に、メンバー3人揃って芸能プロダクション「プロダクション尾木」に移籍。

### おニャン子解散・うしろ髪活動休止
もともと生稲は長く芸能活動を続ける意向は強くなく、将来的に堅実な学校教諭になる道を考えていた。そのため学業を疎かにせず、大学進学後も意欲的に講義を受けていた。『うしろ髪ひかれ隊』としての活動はおニャン子クラブの活動終了とともに終える青写真であり、同時に芸能界も引退する心積もりであった。しかし、スタッフの「やめようと思っていたけど、売れたんでこのまま続けるから」の一言で、1987年9月20日のおニャン子クラブ解散後も「うしろ髪」としての活動は続行された。
それだけにおニャン子解散時の精神状態は不安定であった。解散特番のラジオの終盤では夕ニャンのスタッフに「もう「深呼吸して」は3人じゃ歌えないんだな…」としみじみ言われたことを涙ながらに語っていたが、聞き役の渡辺満里奈に叱責され、我に返っていた。
おニャン子クラブ解散後も、うしろ髪ひかれ隊として各種メディアへの出演や地方キャンペーン、コンサートなど多方面に活動をしてきたが、1988年5月をもって活動を休止する。

### ソロアイドル時代
1988年5月21日に『麦わらでダンス』（フジテレビ系放映アニメ『ついでにとんちんかん』主題歌）でソロデビュー。オリコン週間チャート8位となり、『ザ・ベストテン』や『歌のトップテン』『夜のヒットスタジオ』にも出演するなど自身最大のヒット曲となる。7月にはフジテレビ系ドラマ『あそびにおいでョ!』で連続ドラマに初出演。アイドル誌の表紙やグラビア特集の他、写真集も出版するなどグラビアアイドルとしても活動した。9月リリースのセカンドシングル『Virgin少年に接吻を』がオリコン週間チャート9位に入る。11月にはスタジオ・アルバム『「生稲」De-Dance』がオリコンアルバムチャート11位となった他、日本青年館・大阪厚生年金会館にて初のソロ・コンサートも開催する。
1989年4月、初単独パーソナリティ番組、ニッポン放送『生稲晃子 デートはこれから』開始。7月、恵泉女学園短期大学を卒業。8月にはセカンドアルバム『日本「生稲」紀行』リリース。このアルバムを引っさげて、サマー・コンサート・ツアー（1989年8月16日 - 8月28日、全国8ヶ所）を開催した。またフジテレビ系ドラマ『ゴメンドーかけます』に出演。

### 女優・タレントとして
1990年代以降は女優として多数のテレビドラマや映画、舞台に出演。タレントとしてもバラエティ番組のゲストやアシスタントとして活動した
。1996年にはセミヌード写真集も出版している。
2001年4月、永らく所属していたプロダクション尾木より独立。女優としてCBC制作のドラマ『キッズ・ウォー』シリーズに長く主演したほか、テレビ朝日の人気時代劇『暴れん坊将軍』にはVIIシリーズからVIIIシリーズ第1話は魚屋兼岡引・おぶん、VIIIシリーズ第2話から800回スペシャルは江戸町火消しめ組の頭長次郎（山本譲二）の妻・おぶんとして出演していた。古典芸能に造詣を持ち、NHKの『日本の古典芸能』『芸能花舞台』の司会も務めた（毎回和服姿で番組を進行）。
2003年にCM制作会社プロデューサー・佐山智洋と結婚（結婚後、鉄板焼き店経営）。2005年10月、妊娠していることが判明、「思っていたよりつわりがひどかった」とのこと。2006年3月に第1子（長女）を出産。
2006年からは芸能事務所・株式会社ポートレーブに所属。家事の都合や子育てに支障が出ないスケジュールを組んでもらい、主に女優やレポーターなどの仕事を中心にしていた。テレビ朝日系『ちい散歩』や『三波豊和の日本が元気です』等司会やレポーターの仕事を中心に活動。
2009年よりプロダクション尾木に復帰。2010年7月、ハートフルライフカウンセラー学院 にて学び、心理カウンセラーとして活動を始める。
その後、日本推進カウンセラー協会認定の認知行動療法士の資格を取得した。
2010年9月、AKB48Team Ogiが開催した音楽イベント「Team Ogi祭り」に城之内早苗らとゲスト出演。『麦わらでダンス』を当時の衣装、ダンスとともに披露した。

### がんの発覚
2011年3月、42歳の時にがん発覚。4月28日、43歳の誕生日に乳がんの告知を受ける。（正式な告知を受けたのは2011年4月28日）。5月6日に腫瘍のある部分を切除する乳房温存手術を受け、放射線照射と薬による治療を続けた。2012年の夏、再発が判明。がんのできた部分を切除する再手術を受ける。2013年10月に3度目の切除手術、同年12月27日に右胸の全摘手術を受けた。2015年10月27日、右乳房の再建手術を受ける。同年11月、自らのがんを公表。
2016年9月26日、「働き方改革実現会議」の有識者委員に選出される。
2019年9月29日に行われた「ピンクリボンフェスティバル」において、これまで5回にわたる手術歴の事や闘病生活を乗り越えられた「家族と2人の"ママ友"」の存在を語った。

### 2022年参議院議員選挙

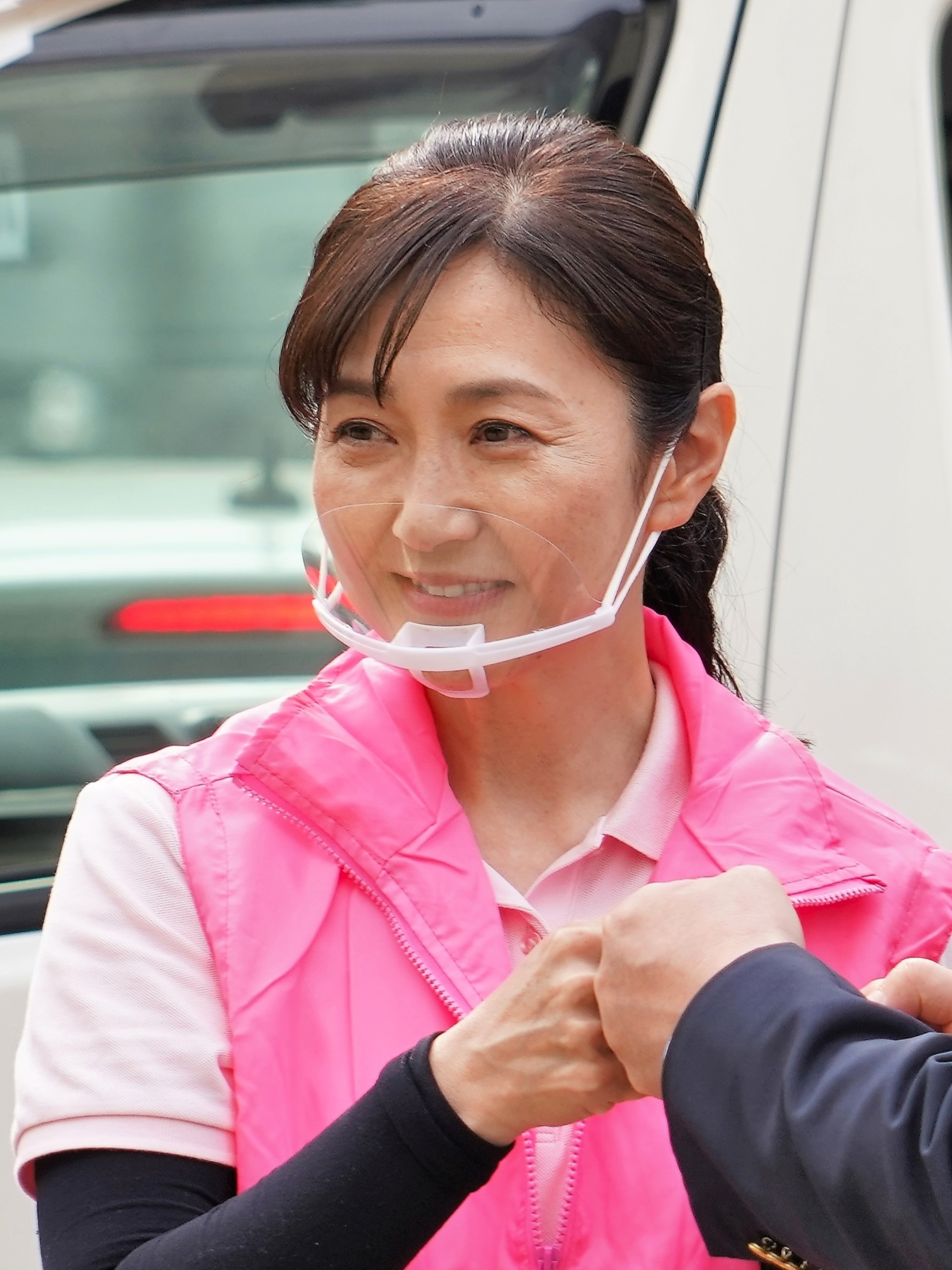
2022年5月6日、狛江駅前にて

2022年1月21日、東京都選挙区（改選数6）の参議院議員の中川雅治が、同年夏の第26回参議院議員通常選挙に立候補しない意向を固めたことが明らかとなった。中川の「安倍派枠」を守るべく、安倍晋三の2人の側近、自民党都連会長の萩生田光一、党参議院幹事長の世耕弘成が中心となって候補者選びが行われた。現職の朝日健太郎と支持層が重ならないよう、党は複数の女性のアナウンサーやキャスターに打診するが、いずれも断られた。「タレント候補を選ぶべきでない」として都議会議員を推す声も上がったが、萩生田はこれを斥け、2007年11月3日付の党の機関紙『自由民主』で対談した生稲に白羽の矢を立てた。生稲は「働き方改革実現会議」の有識者委員を務めていた頃、当時官房副長官だった萩生田に見初められたとも言われている。後継候補は「安倍派案件」と呼ばれた。
同年3月30日、生稲を擁立する方向で自民党が調整していることをメディアが報道。4月6日、党は東京都選挙区の公認候補として生稲を擁立すると正式に発表した。生稲の選挙対策本部長は下村博文が務めた。下村と同様に安倍晋三の最側近と言われた萩生田光一は6月18日、世界平和統一家庭連合（旧統一教会）の票を確実なものとするため、生稲を連れて萩生田の地元である八王子市の教団施設を訪問した（後述）。
同年6月22日、参院選公示。生稲は有楽町駅前で第一声を挙げ、安倍晋三も生稲の隣で第一声を挙げた。安倍はこの日、立川市でも生稲の応援演説を行った。朝日健太郎は2016年の選挙において菅義偉官房長官の全面支援を受けて初当選しており、東京都選挙区は安倍、菅にとって、どちらの票が上回るか、参院選後の求心力維持と拡大のため負けられない選挙区とみなされていた。安倍は朝日陣営に配慮し、朝日の最初の演説会場である新宿駅西口に応援に駆け付けたが、安倍派が生稲に戦力を大きく注いでいることは明らかであった。
同年6月30日、自民党本部で、生稲と、比例区から立候補した今井絵理子の決起大会が開催。同大会に日本音楽事業者協会、日本音楽制作者連盟、コンサートプロモーターズ協会、日本音楽出版社協会の音楽業界4団体の代表らが訪れ激励し、今井と生稲に対する支持を表明した。
安倍が銃撃を受け暗殺された翌日の同年7月9日、銀座四丁目交差点で選挙戦最後の街頭演説が行われた。生稲は、安倍がこの日、生稲の応援演説に駆けつける予定だったことを明かした。萩生田は「亡くなられた安倍晋三元総理が最後に見いだした国会議員の候補が、生稲晃子さんです。私たちはその思いに応えていきたい」と訴えた。7月10日、投開票。朝日健太郎は得票数1位で再選を果たし、生稲は得票数5位で初当選した。雇用主を失った安倍の公設秘書は、生稲の公設秘書となった。

### 外務政務官

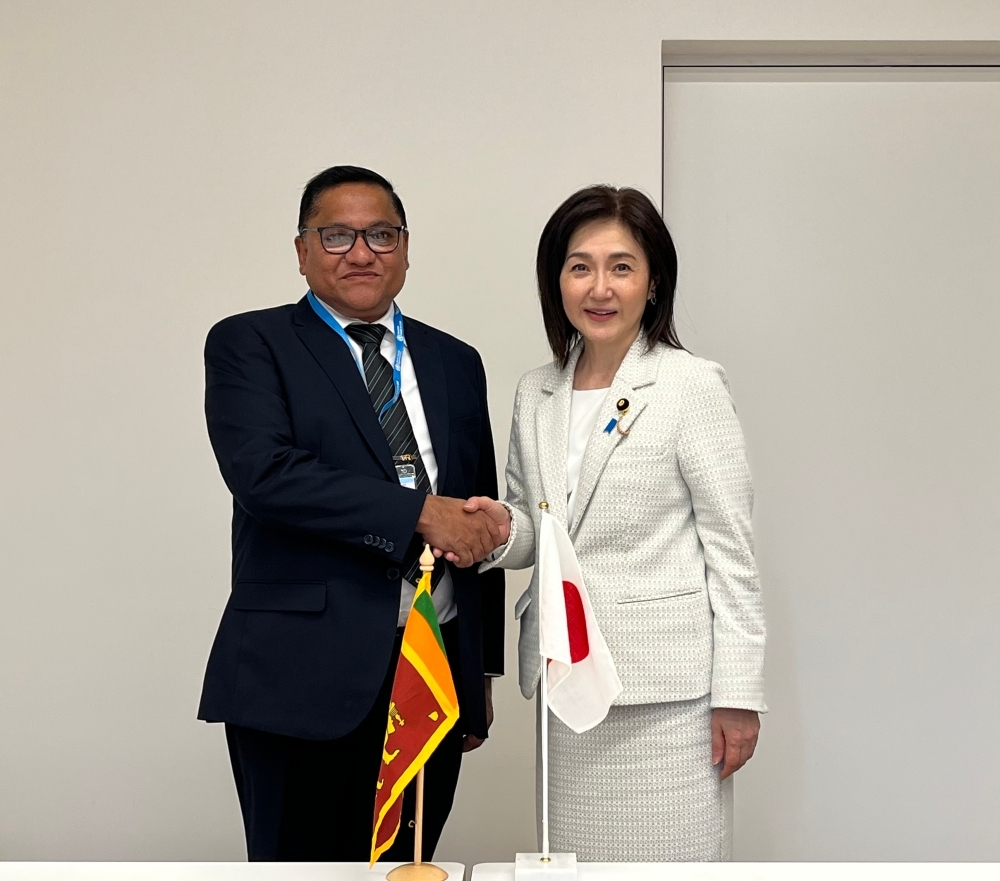
外務政務官としての活動。左はスリランカの外務大臣ウィジタ・ヘーラット

2024年11月、第2次石破内閣において外務政務官に起用される。
2024年11月24日に新潟県佐渡市で開催された「佐渡島の金山」の朝鮮半島出身者を含む全労働者のための追悼行事において、日本政府代表として出席する生稲が2022年8月15日に靖国神社に参拝していたと共同通信が報じたことから、朝鮮半島出身者の遺族や韓国政府関係者が参加を見送り、韓国のマスコミは生稲を「極右政治家」として報じた。しかし生稲はその日に靖国参拝をした事実はないと否定し、11月25日には共同通信がこの記事は誤報であり、実際には参拝していなかったことを認め加盟社に訂正記事を配信した。翌26日には林芳正官房長官が、共同通信の誤報が混乱を生じさせたとして遺憾の意を表明し、同社に対して事実関係や経緯説明を求める考えを示した。11月28日、共同通信の水谷亨社長が生稲本人に直接謝罪した。11月30日、共同通信は誤報問題に関する検証記事を配信した。

## 政策・主張

### 憲法
- 憲法改正について、2022年のNHK、毎日新聞社のアンケートで賛成と回答[78][79]。
- 9条への自衛隊の明記について、2022年のNHK、日本テレビのアンケートで賛成と回答[78][80]。
- 憲法を改正し緊急事態条項を設けることについて、2022年のNHK、東京新聞のアンケートで賛成と回答[78][81]。

### 外交・安全保障
- 敵基地攻撃能力を持つことについて、2022年の毎日新聞社、日本テレビのアンケートで賛成と回答[80][79]。同年のNHKのアンケートで無回答[78]。
- 日本の防衛力の強化や防衛費について、2022年のNHKのアンケートで無回答[78]。
- 普天間基地の辺野古移設について、2022年の毎日新聞社のアンケートで賛成と回答[79]。
- 非核三原則についてどう考えるかとの問いに対し、2022年のNHKのアンケートで無回答[78]。
- ロシアは2022年2月24日、ウクライナへの全面的な軍事侵攻を開始した[82]。日本政府が行ったロシアに対する制裁措置についてどう考えるかとの問いに対し、2022年のNHKのアンケートで無回答[78]。
- 2022年6月7日、政府は経済財政運営の指針「骨太方針」を閣議決定した。NATO加盟国が国防費の目標としている「GDP比2％以上」が例示され、防衛力を5年以内に抜本的に強化する方針が明記された[83]。「防衛費を今後どうしていくべきだと考えるか」との問いに対し、2022年のNHKのアンケートで無回答[78]。

### ジェンダー
- 選択的夫婦別姓制度の導入について、2022年の毎日新聞社のアンケートで、選択肢以外の回答をした[79]。同年のNHK、日本テレビのアンケートで無回答[78][80]。同年の東京新聞のアンケートで無回答[84]。
- 同性婚を可能とする法改正について、2022年の毎日新聞社のアンケートで反対と回答[79]。同年のNHK、日本テレビのアンケートで無回答[78][80]。
- クオータ制の導入について、2022年のNHK、日本テレビのアンケートで無回答[78][80]。

### その他
- 「原子力発電への依存度を今後どうするべきか」との問題提起に対し無回答[78]。
- 電源構成に占める再生可能エネルギーの割合を今後どうすべきかとの問いに無回答[78]。
- 選挙のインターネット投票について、2022年の日本テレビのアンケートで無回答[80]。
- 「岸田文雄首相の政権運営をどの程度評価するか」との問いに対し、2022年のNHKのアンケートで無回答[78]。
- 「小池百合子都知事の都政運営をどの程度評価するか」との問いに対し、2022年のNHKのアンケートで無回答[78]。
- 「新型コロナウイルスの感染症法上の扱いを結核など2類と同等の現行の対応を維持するべきか、インフルエンザなど5類と同等に緩和するべきか」との問いに対し、2022年の東京新聞のアンケートで無回答[85][注 5]。
- 富裕層や大企業への課税強化について、2022年の毎日新聞のアンケートで「反対」と回答[87]。一方、同年の朝日新聞のアンケートでは「どちらかと言えば賛成」と回答した[88][89]。また、同年のNHKのアンケートでは無回答[78]。
- 答弁時、質問されても理解が出来ず何でも「お答えは差し控えさせていただきます。」で済ませ官僚が用意した原稿を読む事しか出来ないほど外務政務官とは名ばかりで自身の無能さを露呈した。

## 不祥事

### 統一教会との関係
- 2022年6月16日、世界平和統一家庭連合（旧・統一教会）の関連団体「世界平和連合」の多摩東京事務局長は教団信者ら数百人が登録されているLINEグループに以下のメッセージを投稿した。メッセージにある『S』は「選挙を意味する」と信者はのちに説明している[90][91][92][注 6]。

2022年の参院選に際し、生稲は公示前から連日、各地を飛び回り街頭演説を行っていた。Twitterに告知された同年6月18日の演説スケジュールは以下のとおりであった。
| 時刻     | 場所             | 自治体   |
| -------- | ---------------- | -------- |
| 11時30分 | 八王子駅南口     | 八王子市 |
| 13時45分 | 多摩センター駅前 | 多摩市   |
| 16時30分 | 町屋駅前         | 荒川区   |
| 17時15分 | LaLaテラス南千住 | 荒川区   |
| 17時55分 | 日暮里駅前       | 荒川区   |
八王子駅南口での演説を終えたあと、生稲は、同席していた自民党東京都連会長の萩生田光一に連れられ、八王子市子安町の統一教会の施設「八王子家庭教会」に向かった。八王子家庭教会には150人ほどの信者らが集まった。司会者は期日前投票に行くことなどを求め、生稲と萩生田の入場を告げると、教会は拍手に包まれた。信者は『巨人の星』の替え歌で「行～け行～け～晃子～、どんと行け～」と激励。生稲は目頭を押さえ、萩生田は生稲の支援を要請した。二人は30分ほど滞在した。
- 上記の八王子教会訪問は長く伏せられていたが、同年8月16日、新潮社の情報サイト「デイリー新潮」がスクープする形で世に明らかとなった[62]。17日、生稲は事務所を通して、訪問を認め、八王子駅前の街頭演説の際に、聴衆から「他にも仲間が集まっているので話を聞かせてもらいたい」との依頼があり、より多くの方に政策を聞いていただきたいという思いでスタッフが判断した、と訪問の経緯を説明した。18日、萩生田は記者団の取材に応じ、「関係者のご縁で、ご指摘の施設を訪問することになりました。お名前はちょっとわからないんですけど、八王子の子安町にある施設でありまして、そこを生稲さんと訪問しました」「突発的な日程に候補者（生稲）も不慣れだったため、現場にいた私も同行した」と答えた[95][96][97]。八王子家庭教会の教会長を務めた人物は、統一教会伝道教育局の副局長に昇進しており、2020年2月7日には長女が文鮮明の孫の文信興と「祝福結婚」していた[98]。八王子教会は萩生田の古巣でもあり、訪問は集票という点で大きな意味があったとされる[99]。

- 2022年7月から8月にかけて、共同通信社は、全国会議員712人を対象に、統一教会との関わりを尋ねるアンケートを実施。8月31日に各議員の回答の全文を公表した。「旧統一教会またはその友好・関連団体等から選挙活動への支援、協力を受けたことはあるか」「行事、会合、集会等に出席したことはあるか」との問いに対し、生稲はいずれも「ない」と回答した[100][101]。

## 所属支援団体・議員連盟

### 支援団体
- 日本音楽事業者協会（2022年参院選時に支持）[102]
- 日本音楽制作者連盟（同上）[102]
- コンサートプロモーターズ協会（同上）[102]
- 日本音楽出版社協会（同上）[102]

## 人物

### 芸能関連
- 中学時代は50メートル競走を6.8秒で走るなど運動には自信があり、1980年代中盤まで正月恒例の『新春オールスター大運動会』の短距離走で、いつも活躍する石川秀美と競走してみたいと思っていたという。この大運動会は、所属レコード会社ごとに組分けして対決する形式で行なわれていたので、出場するためにはレコードデビューをしなければならないと思っていたことも、芸能界に入りたかった理由のひとつとして挙げている。しかし、実際に自らがレコードデビューを果たした時には、この形式の大運動会は企画が終了してしまった直後であったため、出場は叶わなかった[103]。
- 前述の理由でレコードデビューしたいと思ってはいたものの、歌唱力そのものには自信がなく、「うしろ髪の3人で一番ヘタなのが私なので、私のソロパートは必ず1番じゃなくて2番にあるんです。それだとTVで歌う時には（TVサイズでは2番は歌わないので）私はソロパートが無くても済むので」と語っていた[104]。ソロデビューが決まった際は嬉しさの反面不安で泣いたこともあったが、レコーディングやコンサートを開く中で次第に自信が付き[105]、「こんな妙な声は自分しか居ないんだし、ヘタでも自分らしく歌えればいいやって」と思うようになったという[106]。
- アイドル時代には、「いくいな」にちなんで「1917」という表記がグッズなど様々な形で使われることがあった。1917年はロシア革命の年であるため、「ロシア革命、1917（いくいな）」という語呂合わせが成立する[107]。『夕やけニャンニャン』内でも紹介され、ドランクドラゴンのコントの中でも使われている。
- TIMのレッド吉田が『内村プロデュース』内で、「友達の友達が生稲晃子!」というフレーズを独特のイントネーションで発する（NO PLANのアルバム内の一曲『内P"COCO JAPAN"Remix』にレッドの「生稲晃子!」が収録されている）。
- ソロ・デビュー曲「麦わらでダンス」の替え歌が、1988年にプロ野球の広島東洋カープに在籍していた、ランス、アレンの応援歌に使われている。また他のプロ野球選手や高校野球、Jリーグ・FC東京の応援ソング等でも、長年同曲の替え歌として使用されていた。
- 仲が良かったおニャン子メンバーとしてよく名前を挙げるのは、立見里歌、永田ルリ子、白石麻子、高畠真紀など。ほかに芸能界では島崎和歌子、小林千絵などと仲が良いと公言したことがある[108][109]。
- 血液型は生まれてから不明であったが、1986年11月24日の日本テレビ『歌のトップテン』におニャン子クラブの一員として出演した際に血液検査され、B型と判明した。
- 「生稲」という苗字を「いくいな」と正しく読まれたことが少なかったという。デビュー後も雑誌や記事などで、間違ったルビを付けられることが多かったという。

## 作品

### タイアップ曲
| 楽曲               | タイアップ                                                                       | 収録作品                       |
| ------------------ | -------------------------------------------------------------------------------- | ------------------------------ |
| 麦わらでダンス     | フジテレビ系放映アニメ『ついでにとんちんかん』オープニングテーマ                 | シングル「麦わらでダンス」     |
| 夢に逢いたい       | フジテレビ系放映アニメ『ついでにとんちんかん』エンディングテーマ                 | シングル「麦わらでダンス」     |
| LUNA Great         | オリジナル・ビデオ・アニメーション『魔獣戦士ルナ・ヴァルガー』エンディングテーマ | シングル「LUNA Great」         |
| ファンキーララバイ | 日本女子サッカーリーグ シロキFCセレーナ チームイメージソング                     | シングル「ファンキーララバイ」 |
| Oh!散歩日和        | テレビ朝日系『ちい散歩』エンディングテーマ                                       | シングル「Oh!散歩日和」        |

### おニャン子クラブのメインボーカル曲
- 恋はくえすちょん
- あんみつ大作戦
- 雨のメリーゴーランド
- ハートに募金を
- 誰のせいかな
- ワンサイド・ゲーム
- シンデレラのシューズ
- 雨のあやとり
- 風の物語

### うしろ髪ひかれ隊のソロ曲
- 素敵なモーニングドライブ
- マーマレードの黄昏

### 写真集
- キャシュリナの伝説 (1989年)
- Off White (1990年)
- Shade (1993年)
- Solitude (1995年)

### 著書
- 『右胸にありがとう そして さようなら ―5度の手術と乳房再建1800日―』（光文社、2016年4月27日）ISBN 978-4-334-97865-5[110]

## 出演

### テレビドラマ
- あぶない少年II（1988年1月 - テレビ東京） - 生稲晃子 役
- あそびにおいでョ!（1988年7月 - 9月、フジテレビ） - 松坂ミキ 役
- 年末年始ホテル物語（1988年12月、TBS）
- ドラマ23・パパが私で私がパパで（1989年1月4日 - 1月12日、TBS） - 真理子 役
- ゴメンドーかけます（1989年7月 - 9月、フジテレビ） - 大川早苗 役
- ホテル物語・夏! 第5話（1989年8月、TBS）
- ドラマチック22（TBS）
  - Y殺人事件-湯けむりスキーと女子大生!?-（1990年3月29日） - 夏目貴代 役
  - 刑事犬カール 瀬戸内の追跡（1991年3月）
- 芸能界(秘)マネージャー物語（1990年4月、TBS）
- ぼくが医者をやめた理由（1990年5月 - 7月、テレビ東京）
- 月曜ドラマスペシャル お局さまはハイミス管理職2（1990年5月、TBS）
- 火曜ミステリー劇場 萩、津和野幽霊海岸殺人事件（1990年8月、テレビ朝日）
- 新春時代劇スペシャル 柳生十兵衛II・決闘!花の吉原（1991年1月、TBS）
- 水曜グランドロマン いつか、サレジオ教会で（1991年1月、日本テレビ）
- 月曜ドラマスペシャル 株式会社徳川家康（1991年3月、TBS）
- 水曜グランドロマン 女同士（1991年7月、日本テレビ）
- ひとりでみてネ「出ない…」（1991年10月、TBS）
- 七人の女弁護士 第2シリーズ 第1話「成田離婚殺人事件! 新妻レイプの秘密…」（1991年10月、テレビ朝日）
- 映画みたいな恋したい（テレビ東京）
  - 愛は静けさの中に（1992年1月）
  - アンタッチャブル（1992年1月）
  - 告発の行方（1993年5月）
- サントリーミステリースペシャル 京都に死す（1992年2月、テレビ朝日）
- ネオドラマ みんなイッショ!!（1992年6月 - 7月、テレビ朝日）
- 豆腐屋直次郎の裏の顔（1992年7月 - 9月、朝日放送/テレビ朝日系） - 草野麻里 役
- 劇的空間 東京の恋人〜Tokyo lover〜（1992年8月 - 9月、中京テレビ）
- 吉本最後の日!?（1992年10月、読売テレビ）
- 花王ファミリースペシャル ミスター天気予報本日快晴!2〜宮崎編（1992年11月、関西テレビ/フジテレビ系）
- 柴門ふみセレクション「野望の女 好きなら好きと言いなさい!」（1992年12月、テレビ朝日）
- テレビ東京月曜9時枠の連続ドラマ#月曜・女のサスペンス 女子大生が消えた（1993年2月、テレビ東京）
- 月曜ドラマスペシャル キャメラマン健吾の旅情事件簿（1993年5月、TBS）
- サスペンス明日の13章 第12話「結婚不安症候群」（1993年6月、関西テレビ/フジテレビ系）
- 水戸黄門 第23部 第8話「狙われた娘馬子(善光寺)」ーおさよ 役 (1994年9月19日、C.A.L/TBS系)
- さすらい刑事旅情編VII 第21話「大金入りカバン!女秘書の古傷」（1994年3月、テレビ朝日）
- 家族の条件〜優子の青春物語〜（1994年11月、テレビ大阪）
- 花王愛の劇場 あした家族になあれ（1995年6月 - 7月、TBS） - 奈津子 役
- 土曜ワイド劇場 事件3 死刑を求刑された女!（1995年6月、テレビ朝日）
- 月曜ドラマスペシャル 松島・蔵王殺人事件（1995年10月、TBS）
- 月曜ドラマスペシャル ミステリー列車が消えた!（1995年12月、TBS）
- 暴れん坊将軍VII （1996年7月- 1997年1月、テレビ朝日） - おぶん 役
  - 暴れん坊将軍VIII（1997年7月 - 1998年3月）
  - 暴れん坊将軍IX（1998年11月 - 1999年9月）
- ドラマ新銀河 コラ!なんばしよっと3（1997年10月 - 11月、NHK総合） - 立石京子 役
- ドラマ30 キッズ・ウォー（1999年 - 2002年、CBC/TBS系） - 今井春子 役 ※Part4まで出演（Part5では設定上亡くなってしまうため、写真のみ）
- はぐれ刑事純情派（テレビ朝日）
  - 第16シリーズ 第5話「夫と子供を返して…完全犯罪トリックを崩せ!」（2003年4月） - 星野正美 役
  - 第18シリーズ 第2話「安浦刑事を騙す女!?最後の新刑事、登場!」（2005年4月）
  - 年末スペシャル（2005年・2006年） - 夏目刑事の妻 役
- 間寛平少年物語（2003年12月、KTV）
- 土曜ワイド劇場 温泉(秘)大作戦2（2005年1月15日、朝日放送/テレビ朝日系） - 北原志保 役
- 女と愛とミステリー 密会の宿3（2005年1月、テレビ東京）
- Sunny-Side-UP（2005年7月 - 9月、KBS京都） - 水谷礼子 役
- 金曜エンタテイメント 奥さまは警視総監（2006年7月、フジテレビ） - 綾小路弥生 役
- 連続テレビ小説 ちりとてちん（2007年10月 - 2008年3月、NHK総合） - 和田静 役
- 金曜プレステージ 山村美紗サスペンス・京都門司港殺人事件（2008年4月18日、フジテレビ系） - 中梅弥生 役
- ドラマ30 ママの神様（2008年5月 - 6月、CBC/TBS系） - 黒田藍子 役
- 月曜ゴールデン 自治会長・糸井緋芽子社宅の事件簿9（2009年2月16日、TBS） - 岸部里美役
- ゴーストタウンの花（2009年3月20日、テレビ朝日） - 武田秀美 役
- 霊能力者 小田霧響子の嘘 最終話（2010年12月5日、テレビ朝日） - 白井奈緒子 役
- 生まれる。 第4話（2011年5月13日、TBS） - 八坂朋子 役
- ハガネの女 season2 最終話（2011年6月16日、テレビ朝日） - 秋葉雪子 役
- 大奥〜誕生［有功・家光篇］（2012年10月13日 - 、TBS） - 松平信綱の妻 役
- 49 第7話（2013年11月17日、日本テレビ） - 依田恵子 役

### 映画
- ギャッツビー ぼくらはこの夏ネクタイをする！（1990年、ビッグバン=ジャパンホームビデオ 監督：磯村一路）
- 億万長者になった男。（1994年、エンドレスジャパン=ヒーロー 監督：高瀬昌弘） - 笠井和美 役
- 手のひらの幸せ（2010年、ゴー・シネマ 監督：加藤雄大） - 竹林郁子 役
- ライヴ（2014年、KADOKAWA 監督：井口昇） - 田村陽子 役
- メイヘムガールズ（2022年11月25日、アルバトロス・フィルム） - 山﨑美恵子 役[111][112]

### オリジナルビデオ
- ハイヒールGANG（1991年、松竹）
- ジャック パチスロ闇の帝王（1993年、ケイエスエス）
- 新・どくだみ荘2（1995年、松竹）
- 松方弘樹の名奉行金さん2009（2009年、GPミュージアムソフト）

### バラエティ・クイズ番組
- 夕やけニャンニャン（1986年6月 - 1987年8月、フジテレビ） - おニャン子クラブのメンバーとして活動
- 象印クイズ ヒントでピント（1990年1月14日（第511回） - 1991年12月22日（第597回）、テレビ朝日） - 4枠[注 7]
- クイズ仕事人（1990年5月 - 1991年3月、ABC） - 島田紳助とともに司会
- 料理天国（1991年4月 - 1992年9月、TBS） - アシスタント
- 快体新書（1991年4月 - 1992年3月、TBS）
- KATO&KENテレビバスターズ（1992年4月 - 1992年9月、TBS）
- クイズ地球まるかじり（テレビ東京） - 食キングクイズ時代にレギュラー出演。
- とびっきり!（TOKYO MX） - 毎週土曜日放送のレギュラー期を経て、2007年以降は年4回のスペシャルに出演
- ニノさん（日本テレビ） - 番組中のサウナのドラマ「サウナと私」に OL 主役で登場。
- しゃべくりDJ 生稲晃子のミュージックアワー!!（2019年5月8日 - 2022年3月、歌謡ポップスチャンネル） ※パーソナリティー[113]

### その他のテレビ番組
- 芸能花舞台（2001年4月 - 2006年2月、NHK教育）
  - アナウンサーの葛西聖司や古谷敏郎とのコンビで進行役。この番組では和服姿で臨月ぎりぎりまで出演したが、出産直前に降板。
  - 古谷が直後、松山局へ異動となったため、そのまま完全降板した。なお、古谷はその後、東京に異動し、芸能花舞台の司会を再度担当していた。なお、2010-2011年の正月番組「こいつぁ春から〜初芝居生中継〜」で、再び、古谷と司会進行を務めている。
- ちい散歩（2007年4月 - 2012年5月、テレビ朝日） - スタジオMC、「商店街散歩 生稲がいく」、通販コーナーMC。
- 若大将のゆうゆう散歩（2012年5月 - 2015年9月、テレビ朝日） - 通販コーナーMC
- 生稲晃子のひかりバラエティ（インターネットテレビ&掲示板連動型casTY）

### ラジオ
- 生稲晃子の野猪の血抜き（2015年、TBSラジオ） - 有吉弘行のドッ喜利王でくっきー!（野性爆弾）の回答により実現した。
- おニャン子のアブない夜だよ（1986年 - 1987年、ニッポン放送） - 渡辺満里奈とコンビで番組担当
- 関根勤のTOKYOベストヒット（1987年 - 1989年、ニッポン放送）
- 生稲晃子 デートはこれから（1989年 - 1990年、ニッポン放送）
- Changeの瞬間 〜がんサバイバーストーリー〜 （2021年5月23日・30日、朝日放送ラジオ）[114]

### CM
- マクドナルド （1985年）
- ローソン からあげクン（1987年 - 1989年）
- 花王 リーゼ、ケープ、ケープソフト（1990年 - 1996年）
- キャスコ（1996年）
- 日本食肉消費総合センター J ビーフ（1997年 - 1998年）
- サントリー BOSS贅沢微糖（2010年）

### 舞台
- がしんたれ（1994年7月 - 8月）
- 浪花恋ごよみ（1996年1月、帝国劇場）
- 雪の夢 花のゆめ（1996年11月、明治座）
- 付馬屋おえん〜恋は未練よ紅牡丹〜（1996年12月、明治座）
- 裸足で散歩（1997年9月、六本木俳優座劇場）
- 雪の花見小路（1998年1月、名鉄ホール）
- 劇団若獅子公演・宮本武蔵（1999年8月）
- 天翔ける虹〜長州を破った男〜（1999年11月、明治座）
- 人生はガタゴト列車に乗って（2000年2月、帝国劇場）
- 北大路欣也特別公演・赤ひげ（2000年9月、御園座ほか）
- 佐久間良子特別公演・女の一生（2000年11月、芸術座ほか）
- 喜劇ちょっといい女（2002年6月、名鉄ホール）
- 西郷輝彦40周年記念公演・江戸を斬る（2003年10月、明治座）
- 吉本人情喜劇 花より大好き★夢絵巻（2004年5月 - 6月、名鉄ホール）

### ゲーム
- VENUS PROJECT（2015年4月、GALAT）[115] - 稲岡亜希子 役

## 選挙歴
| 当落 | 選挙                     | 執行日         | 年齢 | 選挙区       | 政党       | 得票数     | 得票率 | 定数 | 得票順位 /候補者数 | 政党内比例順位 /政党当選者数 |
| ---- | ------------------------ | -------------- | ---- | ------------ | ---------- | ---------- | ------ | ---- | ------------------ | ---------------------------- |
| 当   | 第26回参議院議員通常選挙 | 2022年07月10日 | 54   | 東京都選挙区 | 自由民主党 | 61万9792票 | 9.84%  | 6    | 5/34               | /                            |